# Гексагидроксоплатинат(IV) калия
Гексагидроксоплатинат(IV) калия — неорганическое соединение, комплексное соединение металла платины с формулой K2[Pt(OH)6], жёлто-зелёные кристаллы, хорошо растворяется в воде.

## Получение
- Реакция гексахлороплатината(IV) калия с концентрированными щелочами:

{\displaystyle {\mathsf {K_{2}[PtCl_{6}]+6KOH\ {\xrightarrow {100^{o}C}}\ K_{2}[Pt(OH)_{6}]\downarrow +6KCl}}}

## Физические свойства
Гексагидроксоплатинат(IV) калия образует жёлто-зелёные кристаллы 
тригональной сингонии, пространственная группа R 3, параметры ячейки a = 0,640 нм, c = 1,281 нм, Z = 3.
Хорошо растворяется в холодной воде.

## Химические свойства
- Разлагается при нагревании:

{\displaystyle {\mathsf {K_{2}[Pt(OH)_{6}]\ {\xrightarrow {250^{o}C}}\ Pt+2KOH+O_{2}+4H_{2}O}}}
- Реагирует с концентрированными горячими кислотами:

{\displaystyle {\mathsf {K_{2}[Pt(OH)_{6}]+6HCl\ {\xrightarrow {100^{o}C}}\ K_{2}[PtCl_{6}]\downarrow +6H_{2}O}}}
- Разлагается слабыми кислотами:

{\displaystyle {\mathsf {K_{2}[Pt(OH)_{6}]+2CH_{3}COOH+(n-4)H_{2}O\ {\xrightarrow {}}\ PtO_{2}\cdot nH_{2}O\downarrow +2CH_{3}COOK}}}
- Вступает в обменные реакции:

{\displaystyle {\mathsf {K_{2}[Pt(OH)_{6}]+2AgNO_{3}\ {\xrightarrow {}}\ Ag_{2}[Pt(OH)_{6}]\downarrow +2KNO_{3}}}}